# Horní Studénky
Horní Studénky (niem. Studinke) – gmina w Czechach, w powiecie Šumperk, w kraju ołomunieckim. Według danych z 2021 r. liczyła 342 mieszkańców.